# 2117
Évszázadok: 21. század · 22. század · 23. század
Évtizedek: 2060-as évek · 2070-es évek · 2080-as évek · 2090-es évek · 2100-as évek · 2110-es évek · 2120-as évek · 2130-as évek · 2140-es évek · 2150-es évek · 2160-as évek
Évek: 2110 · 2111 · 2112 · 2113 · 2114 · 2115 · 2116 · 2117 · 2118 · 2119

## Csillagászati események
- december 11. – a Vénusz átvonul a Nap előtt.